# Hradec nad Svitavou
Hradec nad Svitavou é uma comuna checa localizada na região de Pardubice, distrito de Svitavy.